# Kostka Tichonowa
Kostka Tichonowa – konstrukcja mnogościowa w topologii, będąca przykładem przestrzeni uniwersalnej dla przestrzeni Tichonowa i przestrzeni zwartych.

## Definicja
Kostką Tichonowa {\displaystyle I^{\kappa }} ciężaru {\displaystyle \kappa ,} gdzie {\displaystyle \kappa } jest nieskończoną liczbą kardynalną, nazywa się przestrzeń produktową
{\displaystyle \prod _{s\in S}I_{s},}
gdzie {\displaystyle I_{s}=[0,1]} dla każdego elementu {\displaystyle s} zbioru {\displaystyle S} ({\displaystyle S} jest zbiorem mocy {\displaystyle \kappa }).
Kostka {\displaystyle I^{\aleph _{0}}} z metryką
{\displaystyle \varrho (x,y)=\sum _{n=1}^{\infty }{\frac {|x_{n}-y_{n}|}{2^{n}}},\qquad {\big (}x=(x_{n})_{n=1}^{\infty },\;y=(y_{n})_{n=1}^{\infty }\in \,[0,1]^{\aleph _{0}}{\big )}}
nazywana jest kostką Hilberta. Metryka {\displaystyle \varrho } wyznacza topologię w zbiorze {\displaystyle I^{\aleph _{0}}} identyczną z topologią Tichonowa (tj. wyjściową topologią kostki Tichonowa ciężaru {\displaystyle \aleph _{0}}).

## Własności
- Kostka Tichonowa ciężaru {\displaystyle \kappa } jest przestrzenią uniwersalną dla przestrzeni Tichonowa o nieskończonym ciężarze {\displaystyle \kappa .}
- Kostka Tichonowa ciężaru {\displaystyle \kappa } jest przestrzenią uniwersalną dla przestrzeni zwartych o nieskończonym ciężarze {\displaystyle \kappa .}
- Z twierdzenia Tichonowa wynika, że każda kostka Tichonowa jest zwarta.
- Topologia wyznaczona przez metrykę w kostce Hilberta pokrywa się z jej topologią Tichonowa.
- Inne twierdzenie Tichonowa stwierdza, że każda przestrzeń Tichonowa jest homeomorficzna z podprzestrzenią kostki Tichonowa o ciężarze równym ciężarowi tej przestrzeni.
- Kostka Tichonowa (nieskończonego) ciężaru {\displaystyle \kappa } jest przestrzenią Eberleina wtedy i tylko wtedy, gdy {\displaystyle \kappa =\aleph _{0}.}